# III. Honoriusz pápa
III. Honoriusz (Róma, 1148 körül – Róma, 1227. március 18.) uralkodói néven lépett Szent Péter ősi trónjára a Római katolikus egyház 177. pápája. Honoriusz pontifikátusára több teher is nehezedett. Egyrészt meg kellett felelnie hatalmas elődje, III. Ince pápa energikus uralkodásának, amelynek eredményeit és lendületét tovább kellett vinnie az egyházban és a világi udvarokban is. Másrészt az európai politikai helyzetben beállt gyökeres változások az idős egyházfőtől igen óvatos politikát követeltek meg. Honoriusz tizenegy éves pontifikátusának legközpontibb eszméje az ötödik keresztes hadjárat megszervezése és elindítása volt, amelyet még elődjétől örökölt a lateráni zsinat határozata értelmében.

## Élete és pályája kezdetén
Születésének időpontja nem maradt fenn a krónikákban (utólag 1148 körülire teszik), de az bizonyos, hogy eredetileg Cencio Savelli néven látta meg a napvilágot Rómában. A Savelli család az örök város egyik nagy befolyással rendelkező nemesi családja volt, amely az Orsinik mellett a Conti család ellenségeként volt számon tartva. Amikor a politikailag ellehetetlenített város előtt nyilvánvalóvá vált, hogy egyedül a pápa uralma alatt van létjogosultsága Rómának, a nemesi családok igyekeztek saját soraikból pápát adni az egyháznak és Rómának is. Ezért aztán Cencio egyházi neveltetésben részesült.

Felszentelése után kanonok volt a Santa Maria Maggiore-templomban, majd 1188-ban a pápai udvar kancellárja lett. III. Celesztin 1193-ban a Santa Lucia in Silice-templom bíboros-diakónusává tette, majd III. Ince 1197-ben a római Szent János és Pál-templom bíborosává szentelte fel presbiteri rangon. Cencio III. Kelemen és III. Celesztin pontifikátusa alatt az egyház kincstárnokának hivatalát is betöltötte. Ekkor került az egyházfők bizalmi körébe, és noha Ince olyan családból származott, amely a Savellik ellentáborát gyarapította, sikerült megőriznie méltóságait és a klérus tiszteletét. Ezt a krónikák feljegyzése alapján kedves és barátságos modora is nagymértékben elősegítette. 

1197-ben a pápa Szicíliába küldte, ahol a néhai királynő, Konstancia Incét nevezte meg négyéves gyermeke, II. Frigyes gyámjának 1198-ban. Ince Cencio bíborost bízta meg a gyermek király közvetlen tanításával. A közvetlen ismeretség később mégsem válhatott Cencio hasznára.

## Egyházfőként Ince örökében

### Pápaválasztás Perugiában

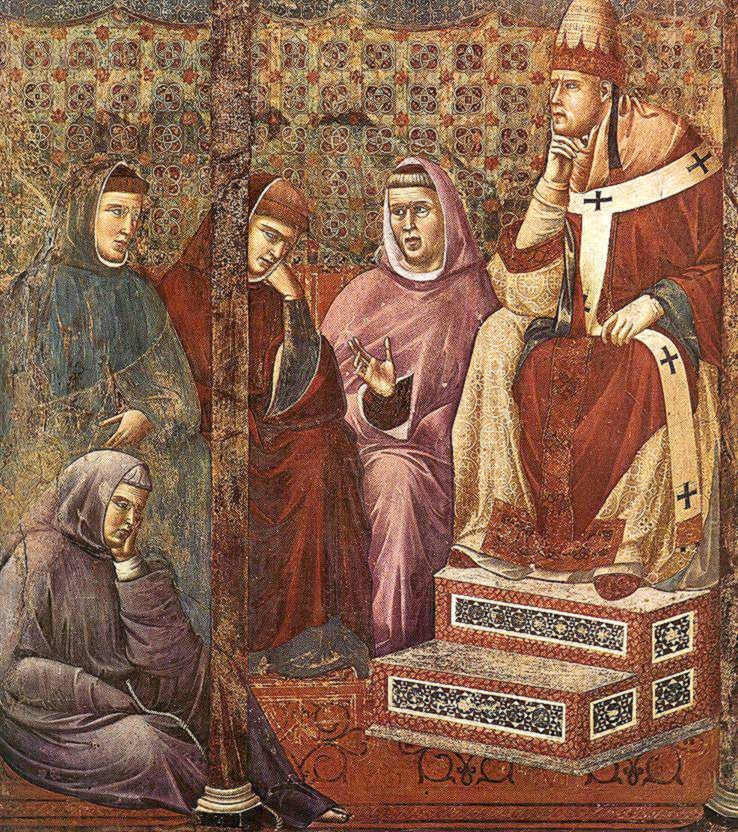
Assisi Szent Ferenc III. Honoriusz előtt Giotto freskóábrázolásában

A középkor legjelentősebb pontifikátusát levezénylő III. Ince pápa 1216. július 16-án Perugia városában váratlanul meghalt. A klérus két napon belül a városba özönlött, hogy megválasszák utódját, amely egyre sürgetőbbé vált, hiszen az Ince által megalkotott állam és politikai rendszer úgy tűnt, erős vezető nélkül hamar összeomolhat. Ráadásul a kíméletlen politikát folytató pápa döntéseit sok tehetős és befolyásos uralkodó megváltoztatta volna. Az Itáliában sorra kirobbanó háborúk, a keletről betörő tatárok fenyegetése és a koronás fők egyházszakadással is kecsegtető beavatkozása miatt a Perugiába összegyűlt tizenkilenc bíboros úgy döntött, hogy nem húzzák el a választást, és ezért kiválasztottak maguk közül két bíborost, Ugolino di Contit, a későbbi IX. Gergelyt és Guido di Praenestét, hogy a parttalan viták megállítása érdekében válasszanak ők egyházfőt. A két bíboros Cencio Savellire szavazott, aki rövid vonakodás után fogadta csak el a szent hivatalt, és két nappal Ince halála után, III. Honoriusz néven megkezdte uralkodását. Július 24-én Perugiában szentelték fel, majd Rómában augusztus 31-én koronázták meg a pápai trónra. A keresztény világ uralkodói azonnal elismerésükről biztosították az új egyházfőt, és a rómaiak is nagy örömmel köszöntötték új urukat, hiszen Honorius az örök város szülötte volt.

### Egy hatalmas keresztes hadjárat álomképe
Az idős Honoriusz hivatalának elfoglalása után beszédet mondott, amelyben az egyházfők immár generációk óta terveiket fogalmazták meg. Honoriusz beszéde korához mérten igen tevékeny és energikus éveket jósolt, amelyben a pápa egyértelművé tette az egész keresztény világ számára, hogy követni fogja elődje politikai útmutatásait. Pontifikátusának két legfőbb céljaként említette az 1215-ös lateráni zsinat rendelkezéseinek betartatását, vagyis az egyházi reformok fenntartását és egy átfogó keresztes hadjárat indítását a Szentföldre. 

Ugyan az új uralkodó Ince nyomdokait akarta követni, azt is jelezte, hogy a néhai egyházfő  módszereivel nem ért egyet, és ő a békésebb tárgyalás híve, mintsem az erőszakos politikába torkolló megoldásoké. Ebben a szellemben kezdte meg uralkodását, amelynek első jelentős mozzanata az volt, hogy levelet küldött minden főpapnak és világi uralkodónak, hogy buzdítsa őket az ötödik keresztes hadjárat előkészületeire. A zsinat határozata értelmében a seregeknek 1217-re kellene készen állniuk a hadjáratra. A pápa és más főpapok három éven keresztül jövedelmük tizedét, míg az egyszerűbb papság bevételeinek huszadát gyűjtötték össze, hogy ezzel megteremtsék a hadjárat anyagi alapjait. A püspökök feladata volt összegyűjteni egyházmegyéjük jövedelmét, azonban a jelentős összeg messze nem volt elég egy minden eddiginél jelentősebb hadjárat elindítására. Ezért az egyházfő nagy hangsúlyt fektetett a klérus szerepére, akiknek meghagyta, hogy minden keresztény templomban a keresztes hadjárat fontosságáról prédikáljanak. A cél az volt, hogy annyi keresztest toborozzanak, amennyit csak tudnak, de Honoriusz elkövette azt a hibát, hogy válogatás nélkül, mindenkit szívesen fogadott a dicső seregben.
Ennek következtében az összegyűlt sereg nagy hányada bénákból, tolvajokból, kalandorokból vagy nőkből állt. 1217-ben mindenesetre elindult egy sereg Egyiptom felé, ahol a muzulmán hódítók Damietta városát is elfoglalták. A keresztes hadak Pelagius, pápai követ irányítása alatt kötöttek ki a Földközi-tenger túlsó partjainál. Mivel ebben a korszakban Európa szinte minden uralkodója és állama hadat viselt valamelyik szomszédja ellen, a keresztény uralkodók nem vettek részt a hadjáratban, mondván, hogy az Úrtól kapott trónjuk forog kockán. Egyedül II. András, magyar király indított végül jelentősnek mondható sereget Egyiptom felé Honoriusz hosszas rábeszélése után, valamint a Rajna alsó folyása mellől is lovagsereg indult útnak a Közel-Keletre. A hadjárat azonban összességében nem ért el nagy áttörést. Az egyesült keresztes seregek visszafoglalták Damiettát, és Egyiptom jelentős részét visszafoglalták, mégis a seregen belüli meg nem értés végül szétzilálta a hadjáratot. A hadjárat minden érdeme mellett nem váltotta be a hozzá fűzött reményeket, és mindössze arra volt jó, hogy Honoriusz belássa: egyedül a Német-római Birodalom támogatásával lehet sikert elérni.

### A pápaság gyámolítottja trónra lép
A szent birodalom azonban akkoriban nem állt szilárd uralom alatt. A trónjától megfosztott IV. Ottó örökké fenyegette II. Frigyes trónját, akit a pápák ültettek a birodalom élére. III. Ince gyámolítottja és Honoriusz személyes tanítványa 1212-ben foglalta el a német trónt. A pápa Frigyest is biztatta, hogy vegyen részt a keresztes hadjáratban, azonban az egykori tanítvány Ottó támadásai miatt mindössze ígéretet tett egy sereg indítására. Később azt kérte, hogy amíg Ottó fenyegetése el nem múlik, ne váltsa be ígéretét. Azonban Ottó 1218-as halála után sem történt más, csak egy újabb ígéret, amely 1219-et jelölte meg indulásnak. Később Frigyes elhalasztotta ezt a dátumot először 1220-ra, majd 1221-re és végül a San Germanóban megtartott tárgyalás, amelyen Honoriusz és Frigyes is részt vett 1225-ről 1227-re tolták ki a hadjárat kezdetét.
Honoriusz a Pelagius vezette hadjárat óta tisztában volt azzal, hogy Frigyes támogatása nélkül nem sikerül majd elérnie, hogy Egyiptom és Palesztina ismét keresztény kézre kerüljön, ezért a császár minden óhaját teljesítette, vagy engedékenynek mutatkozott vele szemben, nehogy az ellenkezés megrontsa a Szentszék és Frigyes viszonyát. A császár azonban ezt kihasználta, és nem csupán a keresztes hadjárat időpontját halogatta kénye-kedve szerint, hanem több kényes kérdésben is kivívta saját igazát az egyházfővel szemben. Ezek nagyrészt Ince eredményeinek lerombolásában öltöttek testet. Honoriusz például beleegyezett abba, hogy Itália királyává koronázzák Frigyes gyermekét, Henrik herceget 1220-ban. Ez egyben azt is jelentette, hogy a szicíliai korona is Frigyeshez tartozik, amelyet a pápák addig minden erejükkel elleneztek. Honoriusz engedékenysége tehát nem ismert határokat. 1220. november 22-én a pápa Rómában császárrá koronázta Frigyest. Azonban Honoriusznak rá kellett döbbennie, hogy engedékenységével csak azt érte el, hogy a császárnak megnőtt az önbizalma az egyházzal szemben, és kihasználja Honoriusz engedékenységét. Amikor Frigyes Apulia püspökeinek kinevezését saját jogának nyilvánította ki, Honoriusznál betelt a pohár, és a laikus invesztitúra visszavonására kényszerítette a császárt. Rómának ekkor romlott meg a viszonya Frigyes császárral, azonban a szembenállás és egyben a pápaság és császárság harcának utolsó felvonása már nem Honoriusz pontifikátusa alatt teljesedett be.

### Honoriusz, Anglia hűbérura
Anglia történelmében a pápák befolyása és hatalma sohasem volt akkora, mint a III. Ince által kieszközölt hűbéri eskü idején. A hűbériség azonban Honoriusz uralkodása alatt vált igazán fontossá. 1216. október 16-án meghalt Földnélküli János király és a mindössze tízéves utódját, III. Henriket hagyta az ország trónján. Ráadásul az angol trónt ekkor több veszély is fenyegette. János uralkodásának igazságtalanságán feldühödve az angol bárók II. Fülöp Ágost, francia király gyermekét, Lajos herceget hívták meg a trónra. A pápa azonban levélben szólította fel a lordokat, hogy térjenek vissza az angol trónhoz, amelyet új uralkodó tölt be. Honoriusz felhatalmazta angliai legátusát, Gualo bíborost, hogy őrködjön Henrik trónjának biztonsága felett, és ha szükséges egyházi átokkal kényszerítse a bárókat a londoni trón tiszteletére. A béke helyreállításának érdekében Honoriusz 1217-es levelében késznek mutatkozott támogatni Henrik régensét, Vilmost, Pembroke earljét egy Lajos és az angol bárók ellen viselt háborút. 

A levél hatására végül 1217. szeptember 11-ére minden országos főúr elismerte III. Henriket Anglia kizárólagos urának. 1219 májusában meghalt Henrik régense, és a kormányzás ugyan az államminiszterek kezébe került, mégis ebben a korban Honoriusz legátusa felügyelte az állami ügyeket. Az országban a bárók és a köznép is elismerte Honoriuszt Anglia hűbérurának, ezért elfogadták országuk pápai irányítását.

### Az európai béke hírnöke
Honoriusz pontifikátusának központi ügyévé nőtte ki magát egy újabb keresztes hadjárat szervezése. Ennek érdekében a pápa felvállalta a béketeremtő szerepét is Európában, hiszen amíg az uralkodók és hercegek saját határaikat és érdekeiket kénytelenek védelmezni, háttérbe szorul a kereszténységért vívott harc jelentősége. Békéltető munkáját közvetlen környezetében kezdte. Itáliában alig akadt egy városállam vagy hercegség, amely békében élt volna szomszédjával. Ez alól egyébként Róma sem volt kivétel. A városban ekkor kerültek a felszínre Ince politikájának hátulütői. A városi nemesség nem akart beletörődni hatalmának megnyírbálásába, ezért egyes családok fellázadtak a pápa irányítása ellen. A harcok azonban nem feltétlenül Honorius személye ellen irányultak, hanem a befolyásosabb nemesi családok egymás elleni rivalizálásként váltak fegyveres konfliktussá. Mivel maga a pápa is római származású volt, érdekelt volt a Savelli család küzdelmeiben. Elsőként 1219 júniusában kellett elhagynia Rómát, ugyanis akkor a köznép fellázadt a pápa uralma ellen. A Rieti városába menekülő Honoriusz hatalmát végül II. Frigyes segítségével sikerült helyreállítani a városban, így 1220 szeptemberében Honoriusz újra elfoglalhatta lateráni hivatalát. Ekkor tört ki a Conti és a Savelli család háborúja, amelyben a nép a Contik oldalára állt. Így 1225 júniusában Honoriusz ismét Rietibe utazott, de 1226 januárjában már visszatérhetett az örök városba, miután Honoriusz egyik barátja, Angelo di Benincasa került a szenátus élére.

Itáliában a pápa legátusán, Ugolino bíboroson keresztül próbált békét teremteni. Ez sikerült is 1217-ben Genova és Pisa között, majd 1218-ban Milánó és Cremona között, 1219-ben pedig Bologna és Pistoia között. Ezen felül sikerült megerősíteni a Spoletoi Hercegség, valamint Perugia, Assisi, Foligno, Nocera és Terni városa felett a pápai uralmat.
1223-ban Gregorius de Crescentio személyében pápai legátust küldött I. Ottokár Csehországába, hogy meggátolja az uralkodó hatalmának túlzott megerősödését az egyház felett. Magyarországon Honoriusznak közbe kellett lépnie az Árpádok trónharcaiba. Honoriusz egyházi átokkal fenyegette meg Béla herceget, amennyiben folytatja felkelését II. András király ellen. 1224-ben a pápa közbenjárására oldódott meg Dánia súlyos viszálya Schwerin grófjával, Konráddal szemben, aki fogva tartotta II. Valdemár királyt. Honoriusz nyomására a gróf szabadon engedte az uralkodót. Svédországban igyekezett megóvni az egyházat I. János király túlkapásaival szemben, és sürgette az egyházon belül a cölibátust. 

1217. április 12-én Latin Császárság császárává koronázta Courtenay-i Pétert Rómában. Honoriusz ezzel a cselekedetével is a keresztes hadjáratok előremozdulását várta, azonban Péter fogságba esett és ott halt meg évek múltán. Cipruson sikerült elsimítania a görög és a latin egyház viszályát, és többször megvédte a negyedik keresztes hadjárat utódállamainak vezetőit I. Theodor, nikaiai császárral szemben.

1218-ban keresztes hadjáratra beszélte rá az Ibériai-félsziget uralkodóit a mórok ellen, amelytől Honorius III. Ferdinánd és X. Alfonz León királyainak békéjét is várta. Hűbérúrként megvédte a gyermek I. Jakabot, Aragónia királyát a bárók hatalmától míg Portugáliában Estevao Suarez érsek szorult védelemre a kiátkozott II. Alfonz király ellenében. 1226-ban felkérte VIII. Lajost, francia királyt, hogy viseljen keresztes hadjáratot az albigensek ellen. Ezt az uralkodó hatalmának déli kiterjesztése érdekében örömmel el is vállalt. 1222-ben minden támogatásáról biztosította Krisztián püspököt, Poroszország térítésében. Németország legnagyobb érseki központjait utasította rá, hogy ha szükséges keresztes háborúval győzzék meg a pogány poroszokat.

### Kolduló rendek és skolasztika
Összességében elmondható Honoriuszról, hogy Ince nagyratörő egyházi reformjai és a világi udvarokban elért eredményei pontifikátusa alatt némileg hanyatlottak. Ez azonban korántsem mondható el az Ince korában felbukkanó kolduló rendekről. A domonkosok és ferencesek újonnan alakult rendje igazán Honoriusz uralkodása alatt nyerte el a teljes egyházi elismerést. 1216. december 22-én a pápa kiadta Religiosam vitam kezdetű bulláját, amelyben beleegyezését adta Szent Domonkos rendjének működéséhez. 1223. november 29-én a Solet annuere kezdetű pápai bulla pedig Assisi Szent Ferenc szerzeteseinek adott hasonló elismerést, bár a ferencesek jogait már Ince is elismerte. 1226. január 30-án a karmeliták rendjét is pápai bullával erősítette meg (Ut vivendi normam).

Honoriusz pontifikátusa tekinthető a később nagy jelentőséggel bíró skolasztika egyik első állomásának is. A pápa 1219. március 7-én egyezett bele az Exhibita nobis kezdetű bullájával a Val des Ecoliers nevű kongregáció működésébe. A párizsi egyetemről kiinduló vallásos társulat már a skolasztika filozófiájának előfutára volt. Maga a név is erre utal: Skolasztikusok völgye. A mozgalom magát az egyházfőt is megérintette, ugyanis Honorius volt az első pápa, aki elrendelte, hogy a katolikus egyház klerikusai tanult emberek legyenek, elsősorban teológia terén. A krónikák feljegyzései alapján volt olyan püspök, akit Honoriusz azért mentett fel hivatalából, mert nem tudott olvasni. Több privilégiumot is garantált Bologna és Párizs egyetemének, amelyek akkoriban a kor legnagyobb oktatási intézményei voltak. Először az ő pontifikátusában jelentek meg ösztöndíjasok, akiket a pápai udvar tehetségük miatt támogatott az egyetemek látogatásában. Az egyedüli kikötése Honoriusnak az volt, hogy ezen ösztöndíjasok később térjenek vissza egyházmegyéjükbe, és ott oktassák a klerikusokat vagy akár a népet is.

### Halála
1227. március 18-án III. Honoriusz meghalt. Halála nem érte váratlanul a klérust, hiszen már megválasztásának évében igen idős volt, majd évekkel halála előtt súlyos betegségben szenvedett. Testét a Lateránban helyezték örök nyugalomra.

### Magyarországi kapcsolatai
- 1221-ben engedélyezte, hogy a pozsonyi káptalan a váraljába települjön át, s az esztergomi érsek fennhatósága alá helyezte azt.

## Művei
- Documenta Catholica Omnia (latin nyelven). (Hozzáférés: 2011. december 6.)